# Ladislav Pokorný (fotbalista)
Ladislav Pokorný (23. února 1935 Praha – 18. ledna 2023) byl český fotbalista, záložník.

## Forbalová kariéra
Začínal v SK Břevnov, v dorostu přestoupil do Aritmy, kde hrál krajský přebor dospělých. Po vojně v Křídlech vlasti Olomouc hrál v lize za Spartak Hradec Králové (1957–1967), s nímž získal roku 1960 historický titul mistra, jediný v dějinách klubu a první, který v československé lize putoval mimo Prahu a Bratislavu. V lize odehrál 146 utkání a vstřelil 18 gólů. V PMEZ odehrál v roce 1960 za Hradec čtyři utkání proti Panathinaikos FC a FC Barcelona. V roce 1967 přestoupil do VCHZ Pardubice a v roce 1970 do Jaroměře, kde ukončil kariéru. Ligový fotbalista byl i jeho syn Petr Pokorný.

## Ligová bilance
| Ročník                                   | Zápasy | Góly | Klub                      |
| ---------------------------------------- | ------ | ---- | ------------------------- |
| 1. československá fotbalová liga 1957/58 | 7      | 2    | TJ Spartak Hradec Králové |
| 1. československá fotbalová liga 1959/60 | 24     | 3    | TJ Spartak Hradec Králové |
| 1. československá fotbalová liga 1960/61 | 21     | 4    | TJ Spartak Hradec Králové |
| 1. československá fotbalová liga 1961/62 | 18     | 1    | TJ Spartak Hradec Králové |
| 1. československá fotbalová liga 1962/63 | 25     | 5    | TJ Spartak Hradec Králové |
| 1. československá fotbalová liga 1963/64 | 22     | 2    | TJ Spartak Hradec Králové |
| 1. československá fotbalová liga 1965/66 | 19     | 0    | TJ Spartak Hradec Králové |
| 1. československá fotbalová liga 1966/67 | 9      | 1    | TJ Spartak Hradec Králové |
| 1. československá fotbalová liga 1968/69 | 1      | 0    | TJ VCHZ Pardubice         |
| CELKEM                                   | 146    | 18   |                           |